# 延長戦
延長戦（えんちょうせん、英語: overtime, extra time）は、スポーツやゲームなどで、規定の時間や攻撃回数を終えるまで競技を行っても決着がつかない場合に、勝負の決着を付けるために競技を継続すること。

## ゴール型球技

### サッカー
サッカーにおいては、サッカー競技規則第10条（試合結果の決定）第2項に「試合またはホームアンドアウェーの対戦が終了し、競技会規定として勝者を決定する必要がある場合、次の方法のみが認められる」ものの一つとして「それぞれ15分以内で同じ時間の前半と後半からなる延長戦」が定められている（他の方式はアウェーゴールルールとPK戦）。また用語としては「試合結果を決定するための方法で、それぞれ等しく15分間を超えないプレー時間を追加した前半と後半からなる」とされている。
通常の試合ではハーフタイムは「15分を超えない範囲」と定められている一方で、延長戦のハーフタイムのインターバルについては、「短時間（1分間を超えるべきではない）の水分補給時間を取ることが認められる」とあり、実質的に延長戦のハーフタイムはほとんど時間が取られない（競技規則第7条第2項）。
延長戦の時間については元々前後半15分のフルタイムを戦うものとされていたが、1993年にJリーグにおいて、いずれか一方に得点が入った時点で試合終了とする「サドンデス→Vゴール方式」が導入され、その後国際大会でも「ゴールデンゴール方式」として導入されるが、2002 FIFAワールドカップ終了後は、ゴールデンゴールに代わり、延長前半に得点があった場合は延長前半終了まではプレーする「シルバーゴール方式」をいくつかの国際大会で導入した。しかし、延長戦を前半だけで終了するのも不公平とのことで、2004年にフルタイム方式に戻った。
なお「延長戦」「アウエーゴールルール」「PK戦」は組み合わせることが可能で（競技規則第10条第2項）、ホーム・アンド・アウェーの場合は「アウェーゴールルール→延長戦→PK戦」で決まる場合も多い。
1950年のスペイン杯準決勝のアスレティック・ビルバオ vs バレンシアCFでは、30分間の延長戦後、時間無制限サドンデス方式の再延長を行った。再延長に入って3分、ビルバオのアグスティン・ガインサがゴールを決め決着となった。

### ラグビー
ラグビーユニオンの統括団体であるワールドラグビーが定める競技規則では「5 試合時間」において「試合時間は80分間以内(前・後半各40分ハーフに失われた時間を加えたもの)だが、試合開催者が勝ち残り式の大会において引き分けの試合があり延長戦の実施を認めた場合を除く」と示すのみで、15人制の大会において延長戦に関する明確な規定はなく、大会毎に必要に応じて定めることとなっている。
ラグビーワールドカップのノックアウトトーナメントにおいては、80分を終えて同点の場合、以下の方式で決着をつけることとなっている。
1. 20分（10分ハーフ）の延長戦。
2. 1.でなお同点の場合は20分（10分ハーフ）の再延長戦。サドンデス方式を採用し、どちらかが得点した場合はその時点で試合終了。
3. 2.でなお同点の場合はキッキングコンペティションを実施。

ラグビーユニオンの7人制に関しては競技規則に定めがあり、延長戦が必要な場合は10分（5分ハーフ）の延長戦を行い、延長戦の前後半の間はインターバルを設けないこととなっている。
ラグビーリーグ（スーパーリーグやNRLファイナルシリーズ等）では先に得点したチームが勝者となる。

### バスケットボール
バスケットボールでは、延長戦を「オーバータイム」と呼ぶ。バスケットボール競技規則の「第8条 競技時間、同点、オーバータイム」のうち8-7項に「第4クオーターが同点だった場合、1回5分間のオーバータイムを決着がつくまで必要な回数を行う」と示されており、ラウンドロビン・ノックアウトいずれの場合でもオーバータイムが行われる。同一試合で2回目のオーバータイム（再延長戦）を「ダブルオーバータイム」、3回目のオーバータイム（再々延長戦）を「トリプルオーバータイム」と称する。
また、ホーム・アンド・アウェー方式の場合、2戦終えて2ゲームの合計得点が同点だった場合も、タイブレークとして同じくオーバータイムを決着がつくまで行うことと定められている。
バスケットボールの延長記録
- NBAでの延長記録は1950-51シーズンのインディアナ・ペイサーズ対ロチェスター・ロイヤルズ（現サクラメント・キングス）戦での6度が最長。
- bjリーグでは2008年3月30日の高松ファイブアローズ対大阪エヴェッサがトリプルオーバータイムとなった。
- 世界選手権では2006年大会のアンゴラvsドイツ戦で大会史上初のトリプルオーバータイムとなった。

### ハンドボール
ハンドボールの場合、ハンドボール競技規則「競技時間、終了合図、タイムアウト」の「2の2」において規定されており、前後半各30分（計60分、成年・高校生の場合）の正規の競技時間が終了したとき同点で、勝敗を決定しなければならない場合に、5分の休憩後に前後半各5分（計10分）・ハーフタイム1分の延長戦（第1延長戦）を行う。
第1延長戦でも同点の場合は、第1延長戦と同様の時間による第2延長戦を行い、第2延長戦でも決着が付かない場合は大会規定により勝敗を決定する。この場合、多くの大会では「7mスローコンテスト」（サッカーのPK戦に類似する、7mスロー（ペナルティスロー）5本ずつを投げ合う方式）で勝敗を決する。

### アイスホッケー
アイスホッケーでは、リーグや大会により規定は異なる。
- アジアリーグアイスホッケーでは、通常より1名ずつ少ない状態での5分間のサドンデスによる延長戦が行なわれる。
- NHLでは、通常より2名ずつ少ない状態での5分間のサドンデスによる延長戦が行なわれる。

### 水球
- 水球では2ピリオドの延長戦とペナルティースロー合戦が採用されていたが、2014年度より延長戦が廃止された。

## ベースボール型球技

### 野球
野球においては、公認野球規則 7.01（正式試合）bに規定がある。両チームが9回の攻撃を完了してなお得点が等しいときは、さらに回数を重ねていき（延長戦への突入）、
1. 延長回の表裏を終わって、ビジティングチームの得点がホームチームの得点より多い場合
2. ホームチームが延長回の裏の攻撃中に決勝点を記録した場合

に試合は終了する、とされている。すなわち、延長戦は1イニング単位で行い、イニング終了時に点差が付いていれば決着となる（後攻チームの場合は、先攻チームのそのイニングでの得点を上回った時点でサヨナラゲーム成立）。何回まで延長を行うかや、延長に入った場合の特別ルールの採用などは、リーグや大会によって規定が異なる。
延長戦・引き分けに関する規定の例
- メジャーリーグベースボールでは原則回数・時間無制限。しかし試合があまりにも長引いた場合や降雨等で試合続行不能になった場合はサスペンデッドゲームになることがある。
  - ただし2000年まではアメリカンリーグだけ「消灯ルール」を実施していた。これは現地時間午前1時（アメリカには4つの標準時帯がある）の時点で試合が続くと、次のイニングスに入らず、その攻撃が行われているイニングスの終了までは試合を続け、それでも同点の場合は原則翌日へのサスペンデッドゲームとするもの。同様にナショナル・リーグのシカゴ・カブスは1988年7月まで、本拠地のリグレー・フィールドに照明塔がなかったため、日没により試合継続が不可能であったときに同点だった時はサスペンデッドとしたことがある。
  - 2020年・2021年はCOVID-19の流行と感染拡大防止の観点から、1試合のみで開催するときは通常の10回から、ダブルヘッダーで行う時は8回から延長戦をタイブレーク（前回からの継続打順。ノーアウト2塁から）で行う。
- アメリカ独立リーグのパイオニアリーグでは2021年シーズンから延長戦を廃止して、同点の場合はホームラン競争で勝敗を決定する。各チームが指名した打者1人が5球ずつ打ち、より多くのホームランを打った選手のチームが勝利となる。ホームラン数が同じだった場合は各チームが別の選手を1人ずつ選び、決着がつくまで同じ形式で繰り返す[7]。
- 日本のプロ野球では2001年から2010年までと2013年からは延長戦は12回まで時間無制限で開催される（ただし年度によって回数、時間制限のばらつきがある。セ・パ両リーグの記事掲載の「回数・時間制限」の項を参照）。日本シリーズは第1戦から第7戦は12回まで時間無制限（2018年から）、引き分けによりそれ以降（第8戦以降）の試合は決着がつくまで行う。2007年から導入されたクライマックスシリーズではセ・パ両リーグとも延長戦は12回まで時間無制限で統一され、引き分けによる再試合は無い[注釈 1]。なお、サスペンデッドゲームはパ・リーグのみが独自のルールで適用していたが1987年を最後に適用例はなく、さらに1994年に照明設備のない球場や照明設備の故障でのサスペンデッドゲームを行わないことになって有名無実化し、2012年に日本プロ野球では採用しないこととなった。2020年ではCOVID-19の流行と感染拡大防止の観点から10回のみとなる。2021年では実施せず、9回で終了となる。
  - なお1972年 - 1987年、および2011年と2012年にはナイター時の節電対策（前者はオイルショック、後者は東日本大震災に起因する）として通常の延長規定イニングにプラスして試合開始時刻を基点として一定時間を経過した場合は次の延長イニングに入らない「時間制限」（9回を終えていない場合は、コールドゲームは認められていないため雨天中止や日没でない限り9回までは行う）が制定された。1972年～1973年の両リーグと1982年～1987年のセ・リーグは「3時間20分」[注釈 2]、1974年～1981年のセリーグと、1974年〜87年のパリーグは「3時間」[注釈 3]、パ・リーグのみの1988年と1989年は「4時間」[注釈 4] 2011年と2012年は両リーグとも「3時間30分」[注釈 4] である。特に3時間ルールが適用された1974年以降は試合の長時間化の傾向もあって両リーグとも引き分けの数が急増し、特に延長戦が廃止され、9回打ち切りルールが適用された2021年に至っては1チームで引き分け試合数が2桁を超えるチームが非常に目立った。
- 社会人野球はトーナメント制が多いため、ほとんどが回数無制限で行われるが、大会によっては時間制限で引き分け再試合、ないしはサスペンデッドゲームやタイブレークが採用されることもある。
- 高校野球では、延長戦は現在15回までと定められている。春夏甲子園大会や夏の都道府県大会では引き分け再試合となる。「選手の体力は2試合分が限度」という理由により、1958年から延長戦は18回までと定められた。その後2000年から延長は15回に短縮された。2018年春季の第90回記念選抜高等学校野球大会及び夏季の第100回全国高等学校野球選手権記念大会（地方大会も含む）から延長戦におけるタイブレーク方式を導入、延長13回から試合が決着するまで行われる。同時に準決勝までは延長引き分け再試合が廃止となる。また両大会共に決勝戦ではタイブレーク方式を採用せず延長15回で引き分けた場合は再試合とするが、再試合では準決勝までと同じ形でタイブレーク方式を採用する。2021年の第93回選抜高等学校野球大会では、決勝戦においても再試合を廃止し、タイブレークを導入した。
  - なお、軟式の高校野球においては予選や本選の決勝戦以外では、15回で決着が着かなければサスペンデッドゲームとしてそこで打ち切り、翌日16回から続きを行い、なお同点が続く場合は30回打ち切り、翌日31回より再開、これを繰り返す。予選決勝と本選決勝は15回で決着がつかなければ引き分け再試合にする。
- オリンピックでは予選リーグ、決勝ラウンドを含めて延長は時間・回数とも無制限に行われる。しかし、北京オリンピックではタイブレークを使用し[注釈 5]、延長11回以降は、無死一二塁で任意の打順から攻撃を始めるようにした。
- ワールド・ベースボール・クラシックでは、2006年大会は予選リーグ（1・2次）については延長14回まで（時間制限なし）行われ、決勝トーナメント戦は延長の回数制限も無くなる。2009年大会以降は13回以降のタイブレーク付き無制限延長を採用。
- 高校以外の軟式野球では、全国大会においては回数・時間とも無制限。決着が着くまで行われる。なお1つの球場で数試合予定されている場合はイニングに制限がつく。最終試合以前の試合が延長戦になり、何回か行ったが決着がつかない場合は、そのイニングで一旦打ちきり、他球場で継続して行うか、最終試合終了後同一球場で継続して行われていたが、2012年より、天皇杯、国体を除く全国大会において延長戦は最大12回まで。すべての全国大会において試合開始から3時間半を経過した場合、新しいイニングに入らない。
新規定適用でも同点の場合、次のイニングから無死満塁・継続打順による特別延長戦（タイブレーク）で決着をつける。
  - タイブレーク導入前には1983年の天皇賜杯全日本軟式野球大会において、ライト工業対田中病院の試合において延長45回（ライト2-1田中）という試合があった。

その他
- 引き分けの場合、完全試合を含むノーヒットノーランの記録は、公式な達成記録とは見なされず参考記録として扱われる。
- 補回試合（ほかいじあい）は、投手が9イニング3分の0以上投げた時に記録される投手成績（先発投手でなくリリーフ投手でもよい）。日本プロ野球においての通算記録の1位は、金田正一の56試合。2位が若林忠志の42試合。シーズン最多記録は、1942年の林安夫の10試合である。

野球の延長記録
- メジャーリーグベースボール
  - 1920年5月1日のブルックリン・ドジャース対アトランタ・ブレーブスの延長26回。試合時間は3時間50分。
- 日本プロ野球
  - 最長イニング数：1942年5月24日の大洋軍対名古屋軍の延長28回。試合時間は3時間47分。大洋軍の先発は野口二郎、名古屋軍は西沢道夫が先発したが、両投手共に完投している。
  - 最長試合時間：1992年9月11日の阪神タイガース対ヤクルトスワローズの6時間26分（試合終了は翌日午前0時26分）。延長15回、3対3の引き分け。この試合は抗議による37分の中断が含まれる。
  - 中断時間を含まない最長試合時間：1996年9月8日の横浜ベイスターズ対ヤクルトスワローズの6時間19分。延長14回、6対5でヤクルトの勝利。
  - 延長戦が12回までに制限された2001年以降の最長試合時間：2015年8月21日の広島東洋カープ対読売ジャイアンツの6時間21分（試合終了は翌日午前0時21分）。延長11回、4対3で巨人の勝利。
  - 日本シリーズでの最長試合時間：2010年第6戦、千葉ロッテマリーンズ対中日ドラゴンズの5時間43分。延長15回2対2の引き分け。
  - パ・リーグの最長試合時間：2013年9月4日の北海道日本ハムファイターズ対福岡ソフトバンクホークス18回戦の6時間1分（試合終了は翌日午前0時4分）。延長12回、9対7でソフトバンクの勝利）。
  - 交流戦での最長試合時間：2007年6月14日の北海道日本ハムファイターズ対横浜ベイスターズの5時間53分。延長12回、6-6の引き分け。
- マイナーリーグ（AAA級）
  - 1981年4月18日にポータケット・レッドソックス（ボストン・レッドソックス傘下）対ロチェスター・レッドウイングス（ボルチモア・オリオールズ傘下）の延長33回（延長32回サスペンデッドゲームが宣言され、6月23日に再開され、1イニングで試合終了）。試合時間は8時間25分。
- 韓国プロ野球
  - 2008年9月3日のハンファ・イーグルス対斗山ベアーズの延長18回。試合時間は5時間51分。
- オリンピック
  - ロス大会3位決定戦のチャイニーズタイペイ対韓国の延長14回。
- 高校硬式野球全国大会
  - 1933年8月19日の夏の甲子園準決勝戦の中京商対明石中の延長25回。
- 軟式野球（高校以外）
  - 1983年9月20日第38回天皇賜杯全国軟式野球大会（茨城県）決勝戦、田中病院（宮崎県）‐ライト工業（東京都）で延長45回。試合時間は8時間19分。
- 軟式野球（高校）
  - 2014年8月28日～8月31日第59回全国高等学校軟式野球選手権大会準決勝戦、中京（岐阜県）‐崇徳（広島県）で延長50回。なお夏休みが終わり2学期に入ってしまう関係上、8月31日までに大会を終了させる必要があり、同日に決勝戦とのダブルヘッダーとなりこの場合は1日18回までに収める規定となっていることから、4日目は9回（通算54回）で打ち切りとし同点の場合は抽選で決勝進出を決めることになっていた。総試合時間は10時間18分。結果は3‐0で中京の勝ち。

### ソフトボール
- ソフトボールの国際ルールでは、7回を終えて同点の場合、8回からタイブレーク（タイブレーカともいう）の延長戦を行う。仕組みとして、前回の攻撃を完了した最後の選手がランナー2塁においた段階でスタートし、回数・時間制限なしに勝敗が決するまで行う。

### クリケット
ODIやトゥエンティ20などでは、規定投球数終了時点で同点の場合、1オーバー勝負のスーパーオーバーで決着をつける。

## ネット型球技

### バレーボール
バレーボールでは、ヨーロッパのカップ戦などで採用されている。ホームアンドアウェートーナメントである時、第2レグ終了時に1勝1敗で終わったとき、第2レグ終了後に15点先取制（通常の第5セットと同じもの。先に8点目を取ったチームが出たところでコートチェンジ）による延長戦「ゴールデン・セット」を行う。
日本ではVプレミアリーグ2016-17年度以後、今日のV.LEAGUEに至るまでの「ファイナル3」「ファイナル」が全試合2試合制になるにあたり、両者1勝1敗で終わったとき、終了後に25点先取（13点目でコートチェンジ）の特別ルールで延長戦を行う（2021-22年度の「ファイナル3」は1試合制・アドバンテージ付き（2位に1勝分）があり、その試合で3位が勝った場合はゴールデンセットを行っていた。またそれ以前のシーズンは、1勝1敗で終わった場合、年度により別日に第3戦を行う、あるいはセット率・総得点などを踏まえて優劣を決めるというやり方を採用したこともある）

### バドミントン
- バドミントンは15点の簡易ゲームではない、21点のゲームの20点で同点の場合に行われる。2点差になるまで続けるが、30点が上限で29-29になった場合は先に30点目を取った方が勝ちとなる。

## 格闘技

### 相撲
相撲には他の競技と違って延長戦という制度は無いが、力士の疲労を軽減する策として水入りの制度がある。嘗ては立ち合いから4分半を経過したあたりから勝負審判の判断で水入りを挟んでいたが、近年は2分半あたりから水入りを挟むことも多い。水入り後に組んだ状態から再開し、再度動きが止まると二番後取り直し（残りが一番しかない場合は一番後取り直し）となり、両力士にしばしの休憩を与える形となる。このことから、水入り後の取組再開や二番後取り直し（または一番後取り直し）が他競技での延長戦にあたると考えられる。なお、無制限に取り直しが行われるわけではなく、どうしても決着がつかない場合には引き分けにされることもあるが、大相撲の幕内の取組での引分は、1974年9月場所11日目の三重ノ海と二子岳との一番が最後である。

### 柔道
- 柔道は規定の試合時間を終了して決着が付かなかった場合は、同じ時間だけ延長戦を行い、どちらかが先にポイントを取った時点で試合終了となる。これをゴールデンスコア方式と呼ぶ。それでもなおポイントが付かなかった場合は判定により優勢勝ちが告げられる。ただし大会によっては引き分けとなる場合もある。

### レスリング
- かつてレスリングも延長戦を採用していたが、ルール改定により廃止された。以前のルールでは、3分ハーフを終えた際にポイントが並んだ場合に延長戦に入っていた。現在はルールが改正され、フリースタイルではピリオド毎に必要に応じて延長する形となっていた。
  - ピリオド終了後に0-0の場合のみコイントスによって攻撃・防御に分かれて30秒の延長戦となり、先にポイントを取った方が、ポイントが入らなかった場合は防御側がピリオド獲得となった。
  - グレコローマンスタイルではルール上0-0で同点になることはないため延長戦が行われることはない。

### プロレス
- プロレスでは、時間切れ引き分けの際に「両選手の希望」というかたちで5分程度の延長戦が行われることは昔からよくあった。1967年8月14日の日本プロレスでのジャイアント馬場VSジン・キニスキー戦、1976年7月17日の全日本プロレスでのジャンボ鶴田VSビル・ロビンソン戦などが有名な例であるが、このパターンの延長戦で決着が付いた例はほとんどない。
- 1981年9月23日に新日本プロレスで行われたアンドレ・ザ・ジャイアントVSスタン・ハンセンの試合は、両者リングアウトから時間無制限で延長戦という新機軸を編み出した（結果はハンセンの反則勝ち）。この試合がプロレス史に残る名勝負となったこともあり、これ以降両者リングアウトなどの不透明決着に際して「延長コール」が起こるようになった。
- 延長戦の失敗例としては、1984年6月14日、新日本プロレスIWGP優勝戦のアントニオ猪木VSハルク・ホーガン戦で、両者リングアウト→延長戦を二度繰り返したあげくに長州力の乱入があって猪木のリングアウト勝ちとなり、じらされた末の不透明決着にファンの怒りが爆発し暴動騒ぎにまでなったことがある。
- プロレスリング・ノアが管理するGHC選手権ルールでは、時間切れ以外の引き分けや無効試合の場合、即日再試合と称した延長戦が行われる。
- JWP女子プロレスのトーナメント戦ではフォール時のカウントを2に短縮する「ツーカウントフォール」方式の延長戦を採用する場合がある。

### その他の格闘技
- K-1やJ-NETWORKのトーナメント戦などでは規定ラウンド終了後の判定でもドローとなった場合、エクストラ・ラウンドを1Rないし2R行う。延長ラウンドではラウンド・マスト・システムにより、両者が互角だった場合でも厳正に判定され必ずポイント差が付く。
- プロボクシングでは4回戦トーナメント「Raging・Battle」決勝戦で採用。2010年からは全日本新人王決定戦決勝戦でも採用。

## ターゲット型競技

### カーリング
- カーリングでは、10エンドを終えて同点の場合、エクストラ・エンドが行われる。エクストラ・エンドでも0-0の場合はさらに次のエンドが行われる。

### 注記
1. ↑  2020年は延長10回、2021年は9回とレギュラーシーズンと同様の取り扱いになった。
2. ↑  1972・73年は19時以後開始である場合は試合の経過時間にかかわらず22:20を過ぎて次のイニングに入らない
3. ↑  19時以後開始である場合は試合の経過時間にかかわらず22:00を過ぎて次のイニングに入らない
4. 1 2  最大延長12回との併用
5. ↑  ロンドン五輪から外されるためそれを防ごうという狙いもある。